# Atrichopogon curtipalpis
Atrichopogon curtipalpis är en tvåvingeart som först beskrevs av Jean-Jacques Kieffer 1924.  Atrichopogon curtipalpis ingår i släktet Atrichopogon och familjen svidknott. Inga underarter finns listade i Catalogue of Life.